# 胡昭
胡昭（162年—250年），字孔明，潁川（今河南禹州市）人。東漢末及三國時隱士、書法家。喜歡研究史書，與鍾繇、邯鄲淳、衛顗、韋誕等都有名氣。

## 生平
胡昭生于162年。胡昭一開始在冀州逃避戰亂，袁紹徵命胡辟但胡昭拒絕，並回到潁川。曹操當司空和丞相時，多次以禮徵辟他，但胡昭堅決不願出仕，更加親自向曹操解釋，曹操亦尊重他，再沒強逼。
後來胡昭就轉居於陸渾山中，躬耕樂道，以經籍自娛，受到鄰里尊敬和喜愛。後來胡昭在“陸渾山”開館辦學，憑其聲望，當時前來求學的世家子弟車拉船載。胡昭与後來曹魏的重臣司馬懿也有交情，得知司马懿的同乡周生要害司马懿，就跋山涉水在崤、渑之间邀请周生，想阻止他，哭着以诚相待，最终令周生感动而没有伤害司马懿。胡昭与周生砍枣树为盟后告别。胡昭不说自己对司马懿有恩，人们也不知道。
建安二十三年（218年），陸渾長張固徵調男丁到漢中，百姓都厭惡和害怕傜役，人心惶惶。平民孫狼等因而舉兵殺掉縣主簿，叛亂。張固率領十多名官兵，依胡昭的指示招集遺民，令社稷回復安定。孫狼等亦向南依附荊州的關羽，關羽命孫狼回魏國境內繼續做賊匪。孫狼到陸渾附近時，約誓規定不得侵擾胡昭，於是有胡昭的地方都十分平安。後來胡昭又遷到宜陽居住。嘉平二年（250年），曹魏朝廷又徵召他，此時胡昭逝世，時年八十九歲。
胡昭在書法上與當時另一書法家鍾繇師承劉德升，二人皆擅長行書和草書，胡昭更擅長隸書。西晉時張華和荀勖整理記籍，設立書博士時，教授的亦是鍾繇和胡昭二人的書法。

## 兒子
- 胡纂，在曹魏任郎中。

## 評價
- 孫狼：「胡居士賢者也，一不得犯其部落。」
- 趙儼、黃休、郭彝、荀顗、鍾毓、庾嶷、何楨等：「天真高絜，老而彌篤。玄虛靜素，有夷、皓之節。」
- 陳壽：張臶、胡昭闔門守靜，不營當世。

## 延伸阅读
[在维基数据编辑]
 《三國志·卷11》，出自陳壽《三國志》